# Anna Maria Schütz
Anna Maria Schütz, född 1829, död 1888, var en österrikisk entreprenör.
Hon arbetade vid en färgpappersfabrik i Wien. Med hjälp av färgat papper hon tog hem från fabriken, utvecklade hon ett cigarrpapper som hon patenterade som sin egen produkt och började tillverka och sälja. Hennes fabrik producerade med tiden många sorters papper, som kartong. Företaget blev internationellt framgångsrikt och exporterade till Singapore. Hon avled 1888 och företaget fortsattes av hennes make Christian Schütz. 